# Das wandernde Licht
Das wandernde Licht ist ein deutscher Stummfilm aus dem Jahr 1916 mit Henny Porten in der Hauptrolle.

## Handlung
Anna von Glassner lernt auf einem Casinoball den reichen Sonderling von Fahrenwald kennen. Die Nichte eines Berufsoffiziers will ihn trotz mancher Gerüchte heiraten, da erreichen sie eines Tages mehrere, mysteriöse Briefe. Fahrenwald soll geisteskrank sein, heißt es in ihnen. Anna glaubt den Gerüchten nicht und heiratet ihn trotzdem. Noch am Abend ihrer Eheschließung scheinen sich die Gerüchte zu bewahrheiten. Es geschehen höchst merkwürdige Dinge und schließlich kommt es zu einem grässlichen Streit mit dem Neugatten, infolgedessen Anna fluchtartig das Schloss verlässt.
Des Grafen Diener, der ihr gegenüber den Eindruck aufrechterhielt, dass sein Herr nicht recht bei Verstand ist, insinuiert Graf Fahrenwald, dass seine geflohene Gattin in Wahrheit bereits tot sei und im Schlossgarten vergraben. Annas Sehnsucht ist stärker als die Angst vor dem Schloss und seinen unheimlichen Bewohnern, und so kehrt sie schließlich zurück. Bald kommt die Wahrheit heraus: Nicht ihr Mann ist es, der wahnsinnig geworden sei, vielmehr hat sein gerissener Diener den Verstand verloren.

## Produktionsnotizen
Der im Juli 1916 gedrehte Film passierte noch im selben Monat die Zensur und erhielt Jugendverbot. Die Länge betrug bei der Neuzensur 1921 1478 Meter auf vier Akte. Die Uraufführung fand am 1. September 1916 im Mozartsaal statt.
Die Bauten stammen von Ludwig Kainer.

## Kritik
In Paimann’s Filmlisten ist zu lesen: „Stoff, Photos, Szenerie und besonders das Spiel hochprima.“